# Caverna de Agia Fotini
 Agia Fotini (grego: Αγία Φωτεινή) é uma caverna localizada na unidade regional de Heraclião no monte Louloudaki a 7 km de Avdou a uma altitude de 760 m. Dentro da caverna há uma igreja dedicada a Agia Fotini, um santuário, uma escada com seis degraus, 2 estalagmites, um altar, uma varanda e um guincho de madeira utilizado para esconder bens valiosos dos turcos.
No interior da caverna foram encontrados artefatos datados do período minoico, tendo esta provavelmente servido como local de adoração. Foi utilizada como um monastério pelo menos desde o século XIX e, além disso, teve participação crucial durante a revolução cretense foi serviu de refúgio de guerrilheiros.